# メトロポリタン歌劇場管弦楽団
メトロポリタン歌劇場管弦楽団（The Metropolitan Opera Orchestra）は、アメリカ・ニューヨーク市にあるメトロポリタン歌劇場付属のオーケストラ。オーケストラ・コンサートを行う時は「MET管弦楽団（The MET Orchestra）」と称する。

## 概要
メトロポリタン歌劇場は1883年に設立し、1966年に現在のリンカーン・センターに本拠地を移した。
従来、メトロポリタン歌劇場管弦楽団の演奏活動はオペラやバレエの公演に限られていたが、レヴァイン時代よりシンフォニー・コンサートも積極的に行うようになった。

## 歴代指揮者等
常任音楽監督のポストはMET創設以来設置されていなかったが、1972年に初代音楽監督としてラファエル・クーベリックが就任し1974年まで務めた後、ジェームズ・レヴァインが、1973年から1976年まで首席指揮者、1976年から1986年まで音楽監督、1986年から2004年まで音楽監督兼芸術監督、2004年から2016年まで音楽監督を務め、2016年から2018年までは名誉音楽監督の称号を受けていた。ファビオ・ルイージが2011年から2017年まで首席指揮者。ヤニック・ネゼ＝セガンが2018年から音楽監督を務める。

## 録音
レコーディングは、レヴァイン指揮でオペラ全曲物や、ベートーヴェン、リヒャルト・シュトラウスなどの管弦楽曲がある。また、レナード・バーンスタイン指揮でビゼー『カルメン』もある。